# Miguel Angel Machado Escobar
Miguel Angel Machado Escobar (ur. 29 października 1897 w San Salvadorze, zm. 3 października 1983) – salwadorski duchowny katolicki, biskup diecezjany San Miguel 1942-1983.

## Życiorys
Święcenia kapłańskie otrzymał 30 stycznia 1921.
25 września 1942 papież Pius XII mianował go biskupem diecezjalnym San Miguel. 15 listopada 1942 z rąk arcybiskupa Giuseppe Beltramiego przyjął sakrę biskupią. 10 stycznia 1968 ze względu na wiek złożył rezygnację z zajmowanej funkcji i został mianowany biskupem tytularnym Selemselae.
Zmarł 3 października 1983.